# Owen Pickering
Owen Pickering, född 27 januari 2004, är en kanadensisk professionell ishockeyback som är kontrakterad till Pittsburgh Penguins i National Hockey League (NHL) och spelar för Wilkes-Barre/Scranton Penguins i American Hockey League (AHL)..
Han har tidigare spelat för Swift Current Broncos i United States Hockey League (USHL).
Pickering draftades av Pittsburgh Penguins i första rundan i 2022 års draft som 21:a spelare totalt.
Han är syssling till Denton Mateychuk.

## Statistik
| 2017–2018  | Eastman Selects U15            | WAAA       | 7   | 0  | 1   | 1   | 0   | — | — | — | — | — |
| 2018–2019  | Eastman Selects U15            | WAAA       | 35  | 6  | 11  | 17  | 14  | — | — | — | — | — |
| 2019–2020  | Rink Hockey Academy U16        | CSSHL      | 34  | 5  | 16  | 21  | 8   | 2 | 0 | 3 | 3 | 0 |
|            | Rink Hockey Academy U18        | CSSHL      | 3   | 0  | 0   | 0   | 2   | — | — | — | — | — |
| 2020–2021  | Rink Hockey Academy U18        | CSSHL      | 3   | 0  | 2   | 2   | 2   | — | — | — | — | — |
|            | Swift Current Broncos          | WHL        | 23  | 2  | 7   | 9   | 8   | — | — | — | — | — |
| 2021–2022  | Swift Current Broncos          | WHL        | 62  | 9  | 24  | 33  | 39  | — | — | — | — | — |
| 2022–2023  | Swift Current Broncos          | WHL        | 61  | 9  | 36  | 45  | 30  | — | — | — | — | — |
|            | Swift Current Broncos          | WHL        | 8   | 0  | 0   | 0   | 0   | — | — | — | — | — |
| 2023–2024  | Swift Current Broncos          | WHL        | 59  | 7  | 39  | 46  | 35  | 9 | 1 | 6 | 7 | 0 |
| 2024–2025  | Pittsburgh Penguins            | NHL        | 14  | 1  | 1   | 2   | 2   | — | — | — | — | — |
|            | Wilkes-Barre/Scranton Penguins | AHL        | 12  | 1  | 0   | 1   | 6   | — | — | — | — | — |
| NHL totalt | NHL totalt                     | NHL totalt | 14  | 1  | 1   | 2   | 2   | — | — | — | — | — |
| AHL totalt | AHL totalt                     | AHL totalt | 29  | 1  | 0   | 1   | 6   | — | — | — | — | — |
| WHL totalt | WHL totalt                     | WHL totalt | 205 | 27 | 106 | 133 | 112 | 9 | 1 | 6 | 7 | 0 |

### Internationellt
| Källa: Uppdaterad: 2024-11-18 | Källa: Uppdaterad: 2024-11-18 | Källa: Uppdaterad: 2024-11-18 |         | Utv = Utvisningsminuter | Utv = Utvisningsminuter | Utv = Utvisningsminuter | Utv = Utvisningsminuter | Utv = Utvisningsminuter |
| År                            | Lag                           | Mästerskap                    | Matcher | Mål                     | Assists                 | Poäng                   | Utv                     |                         |
| ----------------------------- | ----------------------------- | ----------------------------- | ------- | ----------------------- | ----------------------- | ----------------------- | ----------------------- | ----------------------- |
| 2022                          | Kanada                        | U18-VM                        | 4       | 0                       | 2                       | 2                       | 0                       |                         |
| Junior totalt                 | Junior totalt                 | Junior totalt                 | 4       | 0                       | 2                       | 2                       | 0                       |                         |